# Paul Neményi
Paul Felix Neményi  (* 5. Juni 1895 in Fiume; † 1. März 1952 in Washington, D.C.) war ein ungarischer Bauingenieur und Ingenieurwissenschaftler.

## Leben
Neményi studierte an der TH Budapest von 1912 bis 1918 Bauingenieurwesen und emigrierte dann nach Deutschland. Ein Grund war das rechte Horthy-Regime. Er wurde 1922 an der TH Berlin mit einer Dissertation über Schubspannungen in gebogenen Balken promoviert (veröffentlicht 1921 in der Zeitschrift für Angewandte Mathematik und Mechanik, 1. Jahrgang, Heft 2). Er war aktiver Sozialist im Internationalen Sozialistischen Kampfbund. Zunächst publizierte er über Stahlbetonbau (auch ein ungarisches Lehrbuch dazu) und ab Ende der 1920er Jahre über Wasserbau und Bodenmechanik als Mitarbeiter am Institut für Wasserbau von Adolf Ludin. Mit Hermann Föttinger übertrug er Konzepte der Strömungsmechanik wie singuläre Stellen in Form von Doppelquellen (Doppelwirbel) auf die Elastizitätstheorie und formulierte in dieser ein Reziprozitätstheorem bei Anwesenheit von Singularitäten und eine Theorie von Einflusslinien von an singulären Stellen angreifenden Lasten. In der Theorie der Platten entwickelte Adolf Pucher die Singularitätenmethode weiter.
1934 floh er als Jude vor den Nationalsozialisten nach Kopenhagen, wo er an der Technischen Hochschule arbeitete, und dann nach England. Sein Sohn Peter wuchs in England auf, seine Frau starb im Exil in Paris. 1939 ging er in die USA an das Iowa Institute of Hydraulic Research. Ab 1941 lehrte er an der University of Colorado in Denver und ab 1944 am State College of Washington in Pullman. Ab 1946 war er am Naval Ordnance Laboratory in White Oak (Maryland) und danach am Naval Research Laboratory in Washington, D.C., wo er Leiter der Abteilung theoretische Mechanik wurde. Er starb an einem Herzanfall. In den USA befasste er sich mit Schalentheorie, Elastizitätstheorie und Gasdynamik. 1936 war er Vortragender auf dem Internationalen Mathematikerkongress in Oslo (Beiträge zur Berechnung von Schalen unter unsymmetrischer und unstetiger Belastung).
Ein Schüler war Clifford Truesdell, der sein Mechanik-Seminar an der Brown University besuchte. Er hatte eine Reihe weiterer bedeutender Schüler in den USA wie Jerald L. Ericksen.
In den 2000er Jahren kam die Behauptung auf, Nemenyi sei der leibliche Vater des Schachweltmeisters Bobby Fischer gewesen.

## Schriften
- Beiträge zur Pilzdeckentheorie, Beton- und Stahlbetonbau, Band 24, 1925, S. 243–247.
- Eine neue Singularitätenmethode in der Elastizitätstheorie, ZAMM, 9. Jahrgang, Heft 6, 1929, S. 488, 10. Jahrgang, Heft 6, 1930, S. 383.
- Tragwerke auf elastisch nachgiebiger Unterlage, ZAMM, 11. Jahrgang, Heft 6, 1931,  S. 450–463.
- Stromlinien und Hauptspannungstrajektorien, ZAMM, 13. Jahrgang, 1933, Heft 10.
- Wasserbauliche Strömungslehre, Barth, Leipzig 1933.
- Schalen- und Scheibenkonstruktionen (Dänisch), Bygning Statiske Meddelelser, Band 6, 1934, S. 11–62.
- Beiträge zur Berechnung von Schalen unter unsymmetrischer und unstetiger Belastung (Dänisch), Band 8, 1936, S. 53–72.
- mit Truesdell: A stress function for the membrane theory of shells of revolution, Proc. Nat. Acad. USA, Band 29, 1943, S. 159–162.
- Recent developments in inverse and semi-inverse methods in the mechanics of continua, in: Richard von Mises, Theodore von Karman, Advances in Applied Mechanics, Academic Press 1951, S. 123–151.
- mit A. W. Saenz: On the geometry of two-dimensional elastic stress fields, Journal of Rational Mechanics and Analysis, Band 1, 1952, S. 73–86.
- mit A. v. Tuyl: Two-dimensional plastic stress systems with isometric principal stress trajectories, Quarterly Journal of Mechanics and applied Mathematics, Band 5, 1952, S. 1–11.
- The main concepts and ideas of fluid dynamics in their historical development, Archive for the History of Exact Sciences, Band 2, 1962, S. 52–86.